# Gilgil
Gilgil est une ville du Kenya, dans le comté de Nakuru.
Elle est située le long de la route reliant Nairobi à Nakuru, à l'est de la rivière Gilgil qui se jette, au sud, dans le lac Naivasha.
Au recensement de 2019, sa population s'élevait à 60 711 habitants,.